# B. Szabó József
B. Szabó József (Nagyvárad, 1870. június 13. – Budapest, 1917. január 28.) színész, énekes, számtiszt.

## Életútja
Apja Szabó József, a debreceni színház művezetője volt. Felsőkereskedelmit végzett és jogot tanult Budapesten, de a szülői házból magával hozott művésztehetsége a színpadra szólította. 1895. október 3-án kezdte a pályát, előbb a Népszínháznál működött, majd elkerült Aradra, Fiuméba, Triesztbe, Krecsányi Ignác társulatával és mindenütt elismerés járt nyomában. Játszott még Szabadkán, Szegeden, majd 1904-ben a Magyar Színházhoz került, amikor ez a színház Zoltán Jenő és Leszkay András igazgatása alatt még operett-színház volt. Ráthonyi Ákos mellett nem igen érvényesülhetett, mint baritonista, de mikor Ráthonyi a Király Színházhoz szerződött, néhány évre felragyogott a csillaga, ahol énekes bonviváni szerepkörben sok élvezetet szerzett kellemes, meleg hangjával, elegáns, biztos játékával. Az Országos Színészegyesületnek éveken át tanácsosa volt. Betegsége miatt 1911. június 1-én nyugdíjba ment. Később a székesfővárosnál vállalt állást s szorgalmas, pontos és megbízható munkásságával itt is élvezte feljebbvalói elismerését. Temetése 1917. január 31-én zajlott a Farkasréti temető halottasházából.

## Magánélete
Első felesége Karácsonyi Mariska, színésznő, született 1875-ben, meghalt 1903. november 16-án, Aradon. Házasságuk Déván volt, 1898. szeptember 27-én. Második neje Jeszenszky Jolán, akivel 1904. július 30-án lépett frigyre, Újvidéken.

## Fontosabb szerepei
- Baranyai, huszárőrnagy (Máder: Huszárvér)
- Fox-Terrier Tamás (Sztojanovics J.: A portugál)
- Absolon (Goldfaden: Szulamit)
- A fáraó (Diet: Putifárné)
- A hajdúk hadnagya (címszerep)
- Rajah (Lotty ezredesei)
- Plinchard (Lili)
- Valentin (Faust)
- Telramund (Lohengrin)
- Jankó (Drótostót)
- Fairfax (Gésák)
- Rosillon (Vig özvegy)

## Működési adatai
1896–97: Tiszai Dezső; 1897–98: Deák Péter; 1898–99: Munkács, Déva, Nagybecskerek; 1899–1902: Krecsányi Ignác; 1903–04: Kolozsvár; 1904–07: Leszkay András; 1907–1909: Dr. Farkas Ferenc; 1909: Szendrei Mihály.